# Lee Joon-gi
Lee Joon-gi (hangeul: 이준기; Pusan, 17 aprile 1982) è un attore, cantante e modello sudcoreano. Ha raggiunto la popolarità nel ruolo di Gong-gil nel film Wang-ui namja. Nel 2008 e nel 2009, Lee Joon-gi è stato nominato ambasciatore per il turismo in Corea.

## Biografia e carriera
Dopo aver studiato recitazione presso la Seoul Institute of the Arts, Lee Joon-gi ottiene il suo primo ruolo importante nel film Wang-ui namja dove interpreta il ruolo di un giovane effeminato del tardo XV secolo, costretto ad essere l'amante del re Yeonsangun di Joseon. Inaspettatamente il film è diventato il maggior successo cinematografico della storia in Corea del Sud, con oltre dodici milioni di spettatori. In seguito al successo del film, Lee Joon-gi è stato considerato una icona dell'estetica maschile coreana.
Grande attenzione mediatica, ma minor successo ottengono i lavori seguenti dell'attore: la serie televisiva My Girl ed il film Fly Daddy. Nel 2007 Lee Joon-gi recita nella produzione nippo-coreana Hatsuyuki no koi - Virgin Snow al fianco di Aoi Miyazaki, che ottiene notevole successo in entrambi i paesi e nella serie televisiva Gae-wa neukdae-ui sigan, che viene nominato da un sondaggio condotto da Yahoo! come miglior serie drammatica. Nello stesso sondaggio Lee Joon-gi viene anche nominato come miglior attore. Nel corso dell'anno, parteciperà anche al film Hwaryeohan hyuga, che racconta un evento storico del 1980 noto come massacro di Gwangju, che ottiene oltre sei milioni di spettatori.
Da aprile a luglio del 2008, Lee ha partecipato alla realizzazione del serial televisivo Iljimae, nel quale interpreta il ruolo di un personaggio "alla Robin Hood", durante l'era Joseon, che è diventato uno dei maggiori successi dell'anno televisivo coreano. La serie in seguito è stata trasmessa anche in Giappone da TV Tokyo. Nel 2009, Lee Joon-gi interpreta il ruolo del protagonista nella serie televisiva Hero, trasmessa da MBC.

## Discografia
- 2006 – My Jun, My Style
- 2009 – J Style
- 2012 – Deucer
- 2013 – CBC / Case by Case
- 2013 – My Dear

## Filmografia

### Cinema
- Hotel Venus, regia di Hideta Takahata (2004)
- Balle gyoseupso (발레 교습소), regia di Byun Young-joo (2004)
- Wang-ui namja (왕의 남자), regia di Lee Joon-ik (2005)
- Fly Daddy (플라이대디), regia di Choi Jong-tae (2006)
- Hwaryeohan hyuga (화려한 휴가), regia di Kim Ji-hoon (2007)
- Hatsuyuki no koi - Virgin Snow, regia di Han Sang-hye (2007)
- Resident Evil: The Final Chapter, regia di Paul W. S. Anderson (2017)

### Televisione
- Nonstop – serie TV (2003)
- Eotteokhaji? (어떡하지?) – film TV (2004)
- Byeor-ui sori (별의 소리), regia di Kim Nam-won – miniserie TV (2004)
- My Girl (마이걸) – serie TV (2005-2006)
- 101beonjjae propose (101번째 프로포즈) – serie TV (2006)
- Gae-wa neukdae-ui sigan (개와 늑대의 시간) – serie TV (2007)
- Iljimae (일지매) – serie TV (2008)
- Hero (히어로) – serie TV (2009)
- Arang sattojeon (아랑사또전) – serie TV (2012)
- Two Weeks (투윅스) – serie TV (2013)
- Joseon chongjab-i (조선 총잡이) – serie TV (2014)
- Bam-eul geonneun seonbi (밤을 걷는 선비) – serie TV (2015)
- Geunyeoneun yeppeotda (그녀는 예뻤다) – serie TV (2015)
- Dar-ui yeon-in - Bobogyeongsim ryeo (달의 연인 - 보보경심 려?) – serie TV (2016)
- Criminal Mind (크리미널 마인드?) – serie TV (2017)
- Mubeop byeonhosa (무법 변호사?) – serie TV (2018)
- Ag-ui kkot (악의 꽃?) – serie TV (2020)
- Again My Life (어게인 마이 라이프?) – serie TV (2022)